# 许保玖
许保玖（1918年12月31日—2021年10月15日），男，贵州贵阳人，中国环境工程学家、水处理工程专家，曾任清华大学教授、博士生导师。